# Lista de episódios de OK K.O.! Lets Be Heroes
OK K.O.! Let's Be Heroes (também conhecido simplesmente como OK KO!) é uma série de animação de super-herói americana criada por Ian Jones-Quartey é baseado em seu piloto curto Lakewood Plaza Turbo, que foi lançado como parte do projeto Cartoon Shorts do Cartoon Network em 2013. A série estreou oficialmente nos Estados Unidos no dia 1 de agosto de 2017, no Brasil, estreou no dia 18 de setembro de 2017 e em Portugal, estreou em 13 de novembro de 2017.

## Resumo
| Temporada | Temporada | Episódios | Exibição original      | Exibição original      | Exibição no Brasil     | Exibição no Brasil     | Exibição em Portugal   | Exibição em Portugal |
| Temporada | Temporada | Episódios | Estreia de temporada   | Final de temporada     | Estreia de temporada   | Final de temporada     | Estreia de temporada   | Final de temporada   |
| --------- | --------- | --------- | ---------------------- | ---------------------- | ---------------------- | ---------------------- | ---------------------- | -------------------- |
|           | Piloto    | 1         | 21 de maio de 2013     | 21 de maio de 2013     | 30 de junho de 2017    | 30 de junho de 2017    | TBA                    | TBA                  |
|           | 1         | 53        | 1 de agosto de 2017    | 6 de abril de 2018     | 18 de setembro de 2017 | 4 de outubro de 2018   | 13 de novembro de 2017 | 2018                 |
|           | 2         | 38        | 5 de maio de 2018      | 30 de junho de 2019    | 11 de outubro de 2018  | 16 de novembro de 2019 | —                      | —                    |
|           | 3         | 20        | 7 de julho de 2019     | 6 de setembro de 2019  | 17 de novembro de 2019 | 17 de novembro de 2019 | —                      | —                    |
|           | Curtas    | 18        | 4 de fevereiro de 2016 | 28 de novembro de 2017 | 26 de julho de 2017    | 2 de outubro de 2017   | —                      | —                    |

## Episódios

### Piloto (2013)
| #(Ep.)                                                                                      | Título                                             | Escrito e dirigido por | Exibição original                      | Código de produção |
| ------------------------------------------------------------------------------------------- | -------------------------------------------------- | ---------------------- | -------------------------------------- | ------------------ |
| 0                                                                                           | "Praça Lakewood Turbo (BR)" "Lakewood Plaza Turbo" | Ian Jones-Quartey      | 21 de maio de 2013 30 de junho de 2017 | 501-238            |
| Alguém fez graffiti no sinal da plaza, e cabe a um novato chamado K.O. descobrir o culpado. |                                                    |                        |                                        |                    |

### Curtas
| # | Título                                                                                 | Escrito e storyboards por      | Exibição original      | Exibição no Brasil    | Exibição em Portugal | Código de produção |
| --- | -------------------------------------------------------------------------------------- | ------------------------------ | ---------------------- | --------------------- | -------------------- | ------------------ |
| 1 | "Conheça Kaio (BR) KO (PT)" "KO"                                                       | Toby Jones e Stu Livingston    | 4 de fevereiro de 2016 | 26 de junho de 2017   | 501-238-001          |                    |
| K.O. aprende um novo poder, o carrinho! |                                                                                        |                                |                        |                       |                      |                    |
| 2 | "Conheça Enidia (BR) Enid (PT)" "Enid"                                                 | Ian Jones-Quartey              | 5 de fevereiro de 2016 | 26 de junho de 2017   | 501-238-002          |                    |
| K.O. parte algo que Enid adora! |                                                                                        |                                |                        |                       |                      |                    |
| 3 | "Conheça Radi (BR) Rad (PT)" "Rad"                                                     | Victor Courtright              | 6 de fevereiro de 2016 | 26 de junho de 2017   | 501-238-003          |                    |
| Rad mostra o derradeiro poder! |                                                                                        |                                |                        |                       |                      |                    |
| 4 | "Carol (PT)" "Carol"                                                                   | Ryann Shannon                  | 13 de dezembro de 2016 | 17 de julho de 2017   | 1044-503S            |                    |
| K.O. faz um documentário sobre um dia na vida da sua mãe mestre em karaté, Carol. |                                                                                        |                                |                        |                       |                      |                    |
| 5 | "Enidia Tem Um Dia Ruim (BR)" "Enid's Bad Day"                                         | Mira Ongchua                   | 22 de dezembro de 2016 | 3 de julho de 2017    | 1044-501S            |                    |
| Quando clientes irritantes assoberbam Enid, ela liberta um vórtice sugador de almas. |                                                                                        |                                |                        |                       |                      |                    |
| 6 | "Barris e Caixas (BR) Caixas e Barris (PT)" "Barrels and Crates"                       | Parker Simmons                 | 25 de dezembro de 2016 | 24 de julho de 2017   | 1044-505S            |                    |
| K.O. usa as suas habilidades de luta para quebrar cada caixa e barril no armazém. |                                                                                        |                                |                        |                       |                      |                    |
| 7 | "Radi Chora (BR) Rad Chora (PT)" "Rad Cries"                                           | Parker Simmons                 | 29 de dezembro de 2016 | 10 de julho de 2017   | 1044-502S            |                    |
| Rad faz tudo da forma mais incrível e exagerada que existe, inclusive ficar emocionado. |                                                                                        |                                |                        |                       |                      |                    |
| 8 | "A Minivan do Radi (BR) A Carrinha do Rad (PT)" "Rad's Van"                            | Ryann Shannon                  | 1 de janeiro de 2017   | 31 de julho de 2017   | 1044-506S            |                    |
| Rad mostra a sua nova carrinha e as suas características radicais! |                                                                                        |                                |                        |                       |                      |                    |
| 9 | "Comercial (BR) O Anúncio (PT)" "Commercial"                                           | Mira Ongchua                   | 3 de maio de 2017      | 7 de agosto de 2017   | 1044-504S            |                    |
| K.O., Rad e Enid fazem um anúncio para Lakewood Plaza que mostra todas as lojas incríveis. |                                                                                        |                                |                        |                       |                      |                    |
| 10 | "Poder (BR) Poder Espetacular (PT)" "Power-Up!!!"                                      | Stevie Borbolla                | 3 de maio de 2017      | 14 de agosto de 2017  | 1044-507S            |                    |
| Quando Rad engole acidentalmente um item que o faz fazer tudo três vezes, as coisas ficam descontroladas, descontroladas, descontroladas. |                                                                                        |                                |                        |                       |                      |                    |
| 11 | "Dendy (PT)" "Dendy"                                                                   | Toby Jones                     | 3 de maio de 2017      | 21 de agosto de 2017  | 1044-508S            |                    |
| K.O. e Dendy veem nuvens. |                                                                                        |                                |                        |                       |                      |                    |
| 12 | "Infomercial da Boxmore (BR) Um Anúncio Para o Mais Caixas (PT)" "Boxmore Infomercial" | Ryann Shannon e Parker Simmons | 3 de maio de 2017      | 28 de agosto de 2017  | 1044-510S            |                    |
| Um anúncio da Boxmore! |                                                                                        |                                |                        |                       |                      |                    |
| 13 | "Vamos Fazer Isso Juntos (BR) Vamos Fazê-lo Juntos (PT)" "Let's Do It Together!"       | Hiroyuki Imaishi               | 2 de agosto de 2017    | 4 de setembro de 2017 | 1044-509S            |                    |
| Sigam a jornada do mundo de Lakewood Plaza Turbo — o piloto original, jogos para telemóvel, Animation e Game Jams, e acriação da nova série OK K.O.! Let's Be Heroes! Vejam como K.O. e amigos passaram de sonho a realidade nesta curta incrível! |                                                                                        |                                |                        |                       |                      |                    |

### 1ª Temporada (2017-2018)
| Episódio (série) | Título | Escrito e Storyboard por:                                    | Exibição Original       | Exibição Brasil                                           | Exibição Portugal   | Código de produção | Audiência (em milhões) |
| --- | --- | ------------------------------------------------------------ | ----------------------- | --------------------------------------------------------- | ------------------- | ------------------ | ---------------------- |
| 1 | "Vamos Ser Heróis (BR/PT)" "Let's Be Heroes (Parte 1)"                                                                        | Geneva Hodgson e Mira Ongchua                                | 1 de agosto de 2017     | 18 de setembro de 2017                                    | 1044-005            | 1.35               |                        |
| Quando K.O. vai com a mãe para o trabalho, descobre que a loja de conveniência do lado é a chave para se tornar um grande herói. | |                                                              |                         |                                                           |                     |                    |                        |
| 2 | "Vamos Ser Amigos (BR/PT)" "Let's Be Friends (Parte 2)"                                                                       | Ryann Shannon e Parker Simmons                               | 1 de agosto de 2017     | 19 de setembro de 2017 12 de agosto de 2017 (pré-estreia) | 1044-006            | 1.25               |                        |
| K.O. quer ser amigo de Rad e de Enid e ser contratado em Lakewood Plaza Turbo. | |                                                              |                         |                                                           |                     |                    |                        |
| 3 | "Você é o Ajudante de Todos (BR) És o Ajudante de Toda a Gente (PT)" "You're Everybody's Sidekick"                            | Dave Alegre e Haewon Lee                                     | 1 de agosto de 2017     | 20 de setembro de 2017                                    | 1044-007            | 1.25               |                        |
| K.O. tenta provar a Enid que ser prestável é gratificante ao ajudar pessoas por Lakewood Plaza Turbo. | |                                                              |                         |                                                           |                     |                    |                        |
| 4 | "Mandamos Mal (BR) Fizemos Asneira (PT)" "We Messed Up"                                                                       | Stevie Borbolla e Danny Ducker                               | 1 de agosto de 2017     | 21 de setembro de 2017                                    | 1044-004            | 1.23               |                        |
| K.O, Rad e Enid partem acidentalmente uma das coisas preferidas do Sr. Gar! | |                                                              |                         |                                                           |                     |                    |                        |
| 5 | "O Jethro É Todo Seu (BR) O Jethro É Todo Teu (PT)" "Jethro's All Yours"                                                      | Ryann Shannon e Parker Simmons                               | 2 de agosto de 2017     | 22 de setembro de 2017                                    | 1044-002            | 1.20               |                        |
| K.O. recebe a sua primeira missão a solo! | |                                                              |                         |                                                           |                     |                    |                        |
| 6 | "Você É Nível 100 (BR) És Nível 100! (PT)" "You're Level 100!"                                                                | Stevie Borbolla e Danny Ducker                               | 2 de agosto de 2017     | 23 de setembro de 2017                                    | 1044-009            | 1.04               |                        |
| Quando K.O. finalmente recebe uma Pow Card, descobre que é nível 100, o que o torna instantaneamente uma celebridade e o ídolo de todos. | |                                                              |                         |                                                           |                     |                    |                        |
| 7 | "Eu Sou A Dendy (BR/PT)" "I Am Dendy"                                                                                         | Geneva Hodgson e Mira Ongchua                                | 3 de agosto de 2017     | 28 de setembro de 2017                                    | 1044-008            | 1.04               |                        |
| K.O. ajuda uma menina estranha da escola, Dendy, a conseguir as peças de que ela precisa para consertar a sua mochila de alta tecnologia. | |                                                              |                         |                                                           |                     |                    |                        |
| 8 | "Rivalidade Fraternal (BR) Rivalidade de Irmãos (PT)" "Sibling Rivalry"                                                       | Dave Alegre e Haewon Lee                                     | 3 de agosto de 2017     | 5 de outubro de 2017                                      | 1044-011            | 1.22               |                        |
| Quando um novo robô, Raymond, derrota os três heróis e rouba o sinal do Armazém do Gar, K.O. junta-se a Darrell e a Shannon para o recuperar. | |                                                              |                         |                                                           |                     |                    |                        |
| 9 | "Você Me Entende (BR) Tu Percebes-me(PT)" "You Get Me"                                                                        | Geneva Hodgson e Mira Ongchua                                | 7 de agosto de 2017     | 12 de outubro de 2017                                     | 1044-010            | 0.79               |                        |
| Enid é transformada em pedra e cabe a K.O. fazê-la voltar ao normal. | |                                                              |                         |                                                           |                     |                    |                        |
| 10 | "Tem Mais Lá Nos Fundos? (BR) Têm Mais Lá Atrás? (PT)" "Do You Have Any More in the Back?"                                    | Ryann Shannon e Parker Simmons                               | 4 de agosto de 2017     | 19 de outubro de 2017                                     | 1044-016            | 1.30               |                        |
| Rad é testado quando um cliente precisa de uma coisa do misterioso armazém. | |                                                              |                         |                                                           |                     |                    |                        |
| 11 | "Seja Uma Pedrinha (BR) Sê Uma Pedrinha (PT)" "Just Be a Pebble"                                                              | Geneva Hodgson e Mira Ongchua                                | 9 de agosto de 2017     | 26 de outubro de 2017                                     | 1044-001            | 0.79               |                        |
| K.O. come um novo doce no Armazém do Gar que o torna gigante. | |                                                              |                         |                                                           |                     |                    |                        |
| 12 | "Apresentando Café Zito (BR) Apresentamos Joe Cuppa (PT)" "Presenting Joe Cuppa"                                              | Stevie Borbolla e Danny Ducker                               | 10 de agosto de 2017    | 2 de novembro de 2017                                     | 1044-015            | 0.91               |                        |
| K.O. tenta ajudar o seu comediante preferido, Joe Cuppa. | |                                                              |                         |                                                           |                     |                    |                        |
| 13 | "Meu Pai Arrebenta Seu Pai (BR) O Meu Pai É Mais Forte Que o Teu (PT)" "My Dad Can Beat Up Your Dad"                          | Dave Alegre e Haewon Lee                                     | 4 de agosto de 2017     | 9 de novembro de 2017                                     | 1044-012            | 1.16               |                        |
| Quando um rufia diz que o seu pai consegue vencer à mãe de K.O., K.O. aceita o desafio por Carol. | |                                                              |                         |                                                           |                     |                    |                        |
| 14 | "Pegamos Pragas (BR) Temos Pestes (PT)" "We've Got Pests"                                                                     | Stevie Borbolla e Danny Ducker                               | 14 de agosto de 2017    | 21 de dezembro de 2017                                    | 1044-014            | 0.81               |                        |
| K.O., Rad e Enid têm de lidar com pequenas pestes que causam estragos na loja. | |                                                              |                         |                                                           |                     |                    |                        |
| 15 | "Você é o Radi (BR) Tu És o Rad (PT)" "You Are Rad"                                                                           | Ryann Shannon e Parker Simmons                               | 8 de agosto de 2017     | 14 de dezembro de 2017                                    | 1044-013            | 0.72               |                        |
| Quando K.O. se esquece do crachá com o seu nome, Rad deixa-o usar o seu, o que faz com que todos pensem que K.O. é Rad, incluindo o próprio Rad. | |                                                              |                         |                                                           |                     |                    |                        |
| 16 | "Lendas do Sr. Gar (BR/(PT)" "Legends of Mr. Gar"                                                                             | Dave Alegre e Haewon Lee                                     | 15 de agosto de 2017    | 10 de maio de 2018                                        | 1044-033            | 0.84               |                        |
| Rad e Enid relembram quando começaram a trabalhar na loja e descobriram o quão incrível o Sr. Gar realmente é. | |                                                              |                         |                                                           |                     |                    |                        |
| 17 | "Fomos Hackeados (BR) Temos Vírus (PT)" "We Got Hacked"                                                                       | Dave Alegre e Haewon Lee                                     | 27 de outubro de 2017   | 11 de janeiro de 2018                                     | 1044-019            | 0.89               |                        |
| Dendy ajuda K.O., Enid e Rad a parar um vírus que ameaça conquistar a loja. | |                                                              |                         |                                                           |                     |                    |                        |
| 18 | "Praçolimpíada (BR) Plazalímpicos (PT)" "Plazalympics"                                                                        | Geneva Hodgson e Mira Ongchua                                | 20 de outubro de 2017   | 4 de janeiro de 2018                                      | 1044-018            | 0.88               |                        |
| K.O. participa na competição anual dos Plazalímpicos de Lakewood Plaza Turbo. | |                                                              |                         |                                                           |                     |                    |                        |
| 19 | "Somos Capturados (BR) Fomos Capturados (PT)" "We're Captured"                                                                | Ryann Shannon e Parker Simmons                               | 17 de agosto de 2017    | 28 de dezembro de 2017                                    | 1044-017            | 0.78               |                        |
| Boxman captura K.O., Enid e Rad, mas parece um pouco distraído. | |                                                              |                         |                                                           |                     |                    |                        |
| 20 | "Conheça Sua Mãe (BR) Conhece a Tua Mãe (PT)" "Know Your Mom"                                                                 | Ryann Shannon e Parker Simmons                               | 16 de agosto de 2017    | 18 de janeiro de 2018                                     | 1044-020            | 0.85               |                        |
| K.O. quer surpreender Carol com um presente de Dia da Mãe, mas não sabe o que lhe dar. | |                                                              |                         |                                                           |                     |                    |                        |
| 21 | "Encare Seus Medos (BR) Enfrenta os Teus Medos (PT)" "Face Your Fears"                                                        | Dave Alegre e Haewon Lee                                     | 21 de agosto de 2017    | 8 de fevereiro de 2018                                    | 1044-023            | 0.76               |                        |
| Os nossos heróis jogam um videojogo que os obriga a enfrentar o seu maior medo. | |                                                              |                         |                                                           |                     |                    |                        |
| 22 | "Todo o Mundo Gosta do Radi? (BR) Toda a Gente Gosta do Rad? (PT)" "Everybody Likes Rad?"                                     | Geneva Hodgson e Mira Ongchua                                | 22 de agosto de 2017    | 22 de fevereiro de 2018                                   | 1044-026            | 0.60               |                        |
| Quando Rad publica um vídeo que se torna viral, ele tenta aproveitar os seus quinze minutos de fama. | |                                                              |                         |                                                           |                     |                    |                        |
| 23 | "É Preciso Ligar (BR) Tens de Querer Saber (PT)" "You Have to Care"                                                           | Stevie Borbolla e Danny Ducker                               | 23 de agosto de 2017    | 25 de janeiro de 2018                                     | 1044-021            | 0.84               |                        |
| Quando uma velha amiga de Enid chega à cidade, ela recebe a oportunidade de corrigir algo. | |                                                              |                         |                                                           |                     |                    |                        |
| 24 | "Baile na Praça (BR) Baile da Plaza (PT)" "Plaza Prom"                                                                        | Stevie Borbolla e Danny Ducker                               | 24 de agosto de 2017    | 1 de fevereiro de 2018                                    | 1044-022            | 0.74               |                        |
| Quando Rad faz um baile na Plaza, K.O. tenta garantir que tudo corre bem. | |                                                              |                         |                                                           |                     |                    |                        |
| 25–26 | "T-Kaio (BR) T.K.O. (PT)" "T.K.O."                                                                                            | Geneva Hodgson, Mira Ongchua, Ryann Shannon e Parker Simmons | 4 de setembro de 2017   | 15 de fevereiro de 2018                                   | 1044-024 / 1044-025 | 1.08               |                        |
| À procura de poder, K.O. aceita a ajuda de uma figura misteriosa. Os nossos heróis juntam-se para salvar a plaza de uma nova ameaça. | |                                                              |                         |                                                           |                     |                    |                        |
| 27 | "Pare de Atacar A Praça (BR) Para de Atacar a Plaza! (PT)" "Stop Attacking the Plaza!"                                        | Stevie Borbolla e Danny Ducker                               | 8 de setembro de 2017   | 5 de abril de 2018                                        | 1044-028            | 0.77               |                        |
| Boxman tem de ficar 24 horas sem atacar Lakewood Plaza Turbo. | |                                                              |                         |                                                           |                     |                    |                        |
| 28 | "Plaza Shorts" | Haewon Lee e Dave Alegre                                     | 8 de setembro de 2017   | 5 de abril de 2018                                        | 1044-028            | 0.77               |                        |
| Uma coletânea de cinco curtas: K.O.'s Inner Monologue — Monólogo Interno do K.O. (PT): O monólogo interno de K.O. diz-nos como até uma atividade quotidiana é um passo na sua jornada para se tornar um herói. Action News — Notícias de Ação (PT): A intensa Dynamite Watkins da Equipa das Notícias de Ação 52 relata um dia emocionante no Armazém do Gar. Life of Darrell — A Vida do Darrell (PT): Lord Boxman explica de onde vêm todos os robôs que atacam constantemente a plaza. Where in the World Is Mr. Gar? — Mas Onde É Que Está o Sr. Gar? (PT): K.O., Rad e Enid tentam descobrir qual é a aventura misteriosa de onde o Sr. Gar liga por holograma. Enid vs. Rad: Enid e Rad pensam que o trabalho um do outro é fácil e trocam de emprego para o provar. | |                                                              |                         |                                                           |                     |                    |                        |
| 29 | "Nós Pegamos Pulgas (BR) Temos Pulgas (PT)" "We've Got Fleas"                                                                 | Geneva Hodgson e Mira Ongchua                                | 15 de setembro de 2017  | 3 de maio de 2018                                         | 1044-032            | 0.87               |                        |
| Quando Mikayla, um novo robô animal, ataca, K.O., Rad e Enid têm de pensar fora da caixa para a derrotar. | |                                                              |                         |                                                           |                     |                    |                        |
| 30 | "Um Último Roubo (BR) Um Último Golpe (PT)" "One Last Score"                                                                  | Dave Alegre e Haewon Lee                                     | 1 de setembro de 2017   | 14 de junho de 2018                                       | 1044-037            | 0.94               |                        |
| K.O. decide ajudar Ginger a recuperar os seus dias de glória. | |                                                              |                         |                                                           |                     |                    |                        |
| 31 | "Segundo Primeiro Encontro (BR/PT)" "Second First Date"                                                                       | Geneva Hodgson e Mira Ongchua                                | 1 de setembro de 2017   | 19 de abril de 2018                                       | 1044-030            | 0.94               |                        |
| O amor está no ar e o Cupido chega para resolver tensão romântica na plaza. | |                                                              |                         |                                                           |                     |                    |                        |
| 32 | "Chega de Cartas de Pow (BR) Chega de Cartas de Poder (PT)" "No More Pow Cards"                                               | Stevie Borbolla e Danny Ducker                               | 22 de setembro de 2017  | 17 de maio de 2018                                        | 1044-034            | 0.78               |                        |
| Quando K.O. percebe que as Pow Cards exluem a sua amiga, não sabe o que fazer. | |                                                              |                         |                                                           |                     |                    |                        |
| 33 | "Vamos Ver o Piloto (BR) Vamos Ver o Episódio Piloto (PT)" "Let's Watch the Pilot"                                            | Ryann Shannon, Parker Simmons, e Ian Jones-Quartey           | 19 de fevereiro de 2018 | 31 de maio de 2018                                        | 1044-027            | 0.83               |                        |
| K.O., Rad e Enid voltam a ver o piloto Lakewood Plaza Turbo. | |                                                              |                         |                                                           |                     |                    |                        |
| 34 | "O Destino do Herói (BR) O Destino de Um Herói (PT)" "A Hero's Fate"                                                          | Ryann Shannon e Parker Simmons                               | 29 de setembro de 2017  | 12 de abril de 2018                                       | 1044-40             | 0.82               |                        |
| Quando um herói há muito perdido dá por si no Armazém do Gar, K.O. concorda ajudá-lo a terminar a sua missão. | |                                                              |                         |                                                           |                     |                    |                        |
| 35 | "Dias de Glórias (BR) Dias de Glória (PT)" "Glory Days"                                                                       | Ryann Shannon e Parker Simmons                               | 13 de outubro de 2017   | 24 de maio de 2018                                        | 1044-035            | 0.96               |                        |
| K.O. faz um trabalho sobre Carol para a escola. | |                                                              |                         |                                                           |                     |                    |                        |
| 36 | "Dia dos Pais (BR)" "Parents Day"                                                                                             | Stevie Borbolla e Danny Ducker                               | 27 de outubro de 2017   | 6 de setembro de 2018                                     | 1044-049            | 0.89               |                        |
| É Dia dos Pais em Lakewood Plaza Turbo! | |                                                              |                         |                                                           |                     |                    |                        |
| 37 | "Vamos Ficar de Tocaia (BR) Vamos Fazer Uma Emboscada (PT)" "Let's Have a Stakeout"                                           | Dave Alegre e Haewon Lee                                     | 29 de setembro de 2017  | 5 de julho de 2018                                        | 1044-040            | 0.82               |                        |
| K.O. junta-se ao Sr. Gar numa emboscada. | |                                                              |                         |                                                           |                     |                    |                        |
| 38 | "O Poder é de Vocês (BR) O Poder É Vosso! (PT)" "The Power is Yours!"                                                         | Dave Alegre e Haewon Lee                                     | 9 de outubro de 2017    | 22 de abril de 2018                                       | 1044-031            | 1.29               |                        |
| Um herói especial ajuda Lakewood Plaza Turbo a salvar o planeta. | |                                                              |                         |                                                           |                     |                    |                        |
| 39 | "Radi Ama Robô (BR) O Rad Gosta de Robôs (PT)" "Rad Likes Robots"                                                             | Geneva Hodgson e Mira Ongchua                                | 6 de outubro de 2017    | 6 de agosto de 2018                                       | 1044-044            | 0.76               |                        |
| Rad encontra amor num lugar inesperado. | |                                                              |                         |                                                           |                     |                    |                        |
| 40 | "Canal de Vídeos do Kaio (BR) Canal de Vídeo do K.O. (PT)" "KO's Video Channel"                                               | Stevie Borbolla e Danny Ducker                               | 6 de outubro de 2017    | 12 de julho de 2018                                       | 1044-041            | 0.76               |                        |
| Enid e Rad descobrem que K.O. tem um canal de vídeo. | |                                                              |                         |                                                           |                     |                    |                        |
| 41 | "Vilões Fora de Casa (BR) Noite Fora com os Vilões (PT)" "Villains' Night Out (Parte 1)"                                      | Dave Alegre e Haewon Lee                                     | 17 de novembro de 2017  | 23 de julho de 2018                                       | 1044-042            | 0.87               |                        |
| Lord Boxman entra sem convite numa festa exclusiva de Vilões. | |                                                              |                         |                                                           |                     |                    |                        |
| 42 | "Vilões Dentro de Casa (BR) Os Vilões Ficam em Casa (PT)" "Villains' Night In (Parte 2)"                                      | Geneva Hodgson e Ryann Shannon                               | 17 de novembro de 2017  | 16 de agosto de 2018                                      | 1044-046            | 0.87               |                        |
| Enquanto Boxman e Venomous saem, Fink tenta escapar a ter Darrell e Shannon como amas. | |                                                              |                         |                                                           |                     |                    |                        |
| 43 | "De Volta a Ação Vermelha (BR) Ajudar a Red Action (PT)" "Back in Red Action"                                                 | Mira Ongchua e Parker Simmons                                | 3 de novembro de 2017   | 30 de julho de 2018                                       | 1044-043            | 0.96               |                        |
| Enid junta-se a Red Action para enfrentarem uma ameaça do futuro. | |                                                              |                         |                                                           |                     |                    |                        |
| 44 | "OK, Dendy! Vamos Ser Kaio (BR) OK Dendy! Vamos Ser o K.O.! (PT)" "OK Dendy! Let's Be K.O.!"                                  | Geneva Hodgson e Mira Ongchua                                | 5 de março de 2018      | 30 de agosto de 2018                                      | 1044-048            | 0.61               |                        |
| Dendy substitui K.O. na loja. | |                                                              |                         |                                                           |                     |                    |                        |
| 45 | "Vamos Tirar Um Tempo (BR) Vamos Fazer Uma Pausa (PT)" "Let's Take a Moment"                                                  | Stevie Borbolla e Danny Ducker                               | 10 de novembro de 2017  | 28 de junho de 2018                                       | 1044-039            | 1.01               |                        |
| O Sr. Gar e Carol lutam contra um vilão do seu passado. | |                                                              |                         |                                                           |                     |                    |                        |
| 46 | "Primeiro Episódio do Esqueleto e do Brandão (BR) Primeiro Episódio do ERM e do Brandon (PT)" "RMS & Brandon's First Episode" | Stevie Borbolla e Danny Ducker                               | 26 de fevereiro de 2018 | 23 de agosto de 2018                                      | 1044-047            | 0.75               |                        |
| A Real Magic Skeleton descobre uma nova oportunidade de emprego. | |                                                              |                         |                                                           |                     |                    |                        |
| 47 | "Feira de Ciências Misteriosa de 201X (BR) Feira Misteriosa da Ciência 201X (PT)" "Mystery Science Fair 201X"                 | Ryann Shannon e Parker Simmons                               | 19 de fevereiro de 2018 | 7 de junho de 2018                                        | 1044-036            | 0.83               |                        |
| K.O. ajuda Dendy com o seu projeto para a feira de ciências. | |                                                              |                         |                                                           |                     |                    |                        |
| 48 | "Vamos Não Ser Esqueletos (BR) Não Vamos Ser Esqueletos (PT)" "Let's Not Be Skeletons"                                        | Ryann Shannon e Parker Simmons                               | 12 de março de 2018     | 9 de agosto de 2018                                       | 1044-045            | 0.67               |                        |
| Quando um vendedor ambulante carismático aparece na plaza, o produto que ele vende vira tudo do avesso. | |                                                              |                         |                                                           |                     |                    |                        |
| 49 | "O Jovem e a Lógica (BR) Miúdo e Lógica (PT)" "Lad & Logic"                                                                   | Dave Alegre e Haewon Lee                                     | 26 de fevereiro de 2018 | 21 de junho de 2018                                       | 1044-038            | 0.75               |                        |
| K.O. descobre a história de como o Sr. Lógica chegou à plaza. | |                                                              |                         |                                                           |                     |                    |                        |
| 50 | "Notícias da Ação (BR) Notícias de Ação (PT)" "Action News"                                                                   | Mira Ongchua e Geneva Hodgson                                | 12 de março de 2018     | 13 de setembro de 2018                                    | 1044-050            | 0.67               |                        |
| Dynamite Watkins supera-se muito para descobrir uma nova história. | |                                                              |                         |                                                           |                     |                    |                        |
| 51–52 | "Você Está no Controle (BR)" "You're in Control"                                                                              | Danny Ducker e Parker Simmons                                | 6 de abril de 2018      | 20 de setembro de 2018                                    | 1044-052            | 0.81               |                        |
| Quando Boxmore cria uma nova ameaça, K.O. deve pedir ajuda a um velho inimigo. | |                                                              |                         |                                                           |                     |                    |                        |

### 2ª Temporada (2018-2019)
| Episódio (série) | Episódio (temp.) | Título | Escrito e Storyboard por:                                                         | Exibição Original      | Exibição Brasil        | Exibição Portugal    | Código de Produção | Audiência (em milhões) |
| --- | ---------------- | --- | --------------------------------------------------------------------------------- | ---------------------- | ---------------------- | -------------------- | ------------------ | ---------------------- |
| 53 | 1                | "Mudança de Estações (BR) Mudança de Estação (PT)" "Seasons Change"                                              | Stevie Borbolla e Ryann Shannon                                                   | 5 de maio de 2018      | 11 de outubro de 2018  | 1064-056             | TBA                |                        |
| Depois de os nosso heróis regressarem das férias, K.O. fica horrorizado ao descobrir que as coisas mudaram.                              |                  | |                                                                                   |                        |                        |                      |                    |                        |
| 54 | 2                | "Lorde Renê Caubói (BR) Mestre Cowboy Darrell (PT)" "Lord Cowboy Darrell"                                        | Mira Ongchua e Geneva Hodgson                                                     | 5 de maio de 2018      | 18 de outubro de 2018  | 1064-053             | 0.53               |                        |
| Todos são obrigados a lidar com grandes mudanças na Boxmore.                                                                             |                  | |                                                                                   |                        |                        |                      |                    |                        |
| 55 | 3                | "Espero Que Voe (BR) Espero Que Isto Voe (PT)" "Hope This Flies"                                                 | Danny Ducker e Parker Simmons                                                     | 19 de março de 2018    | 4 de outubro de 2018   | 1064-055             | 0.67               |                        |
| Rad tenta atualizar a sua carrinha e fazê-la voar.                                                                                       |                  | |                                                                                   |                        |                        |                      |                    |                        |
| 56 | 4                | "O Prato Perfeito (BR) A Refeição Perfeita (PT)" "The Perfect Meal"                                              | Dave Alegre e Haewon Lee                                                          | 19 de março de 2018    | 27 de setembro de 2018 | 1064-054             | 0.67               |                        |
| K.O. junta-se a Beardo para preparar a refeição perfeita para Carol.                                                                     |                  | |                                                                                   |                        |                        |                      |                    |                        |
| 57 | 5                | "Festival de Filmes da Praça (BR) O Festival de Cinema da Plaza (PT)" "Plaza Film Festival"                      | Mira Ongchua e Geneva Hodgson                                                     | 5 de maio de 2018      | 1 de novembro de 2018  | 1064-057             | 0.61               |                        |
| Quando a plaza tem o seu próprio festival de cinema, K.O., Rad e Enid têm a certeza de que o seu filme vai ganhar!                       |                  | |                                                                                   |                        |                        |                      |                    |                        |
| 58 | 6                | "Sendo Uma Equipe (BR) Sejam Uma Equipa (PT)" "Be a Team"                                                        | Dave Alegre e Haewon Lee                                                          | 5 de maio de 2018      | 25 de outubro de 2018  | 1064-058             | 0.65               |                        |
| O Sr. Gar traz especialistas em trabalho de equipa para ajudar K.O., Enid e Rad.                                                         |                  | |                                                                                   |                        |                        |                      |                    |                        |
| 59 | 7                | "Minha Linda Carol (BR)/(PT)" "My Fair Carol"                                                                    | Danny Ducker e Parker Simmons                                                     | 12 de maio de 2018     | 8 de novembro de 2018  | 1064-059             | 0.47               |                        |
| K.O., Rad e Enid juntam-se para ajudar Carol com uma ocasião especial.                                                                   |                  | |                                                                                   |                        |                        |                      |                    |                        |
| 60 | 8                | "P.O.N.T.O. na Plaza (PT)" "Point to the Plaza"                                                                  | Stevie Borbolla e Ryann Shannon                                                   | 19 de maio de 2018     | 6 de dezembro de 2018  | 1064-060             | 0.49               |                        |
| Quando uma infestação de Gloop conquista a plaza, a P.O.N.T.O. chega para conter a situação.                                             |                  | |                                                                                   |                        |                        |                      |                    |                        |
| 61 | 9                | "Tão Mau-dical (PT)" "The So-Bad-ical"                                                                           | Mira Ongchua e Geneva Hodgson                                                     | 12 de maio de 2018     | 15 de novembro de 2018 | 1064-061             | 0.74               |                        |
| Quando um novo substituto aparece, K.O. e Dendy decidem que têm de recuperar a sua antiga professora.                                    |                  | |                                                                                   |                        |                        |                      |                    |                        |
| 62 | 10               | "Vamos Assistir ao Show da Boxmore (BR) Vamos Ver o Programa da Mais Caixas (PT)" "Let's Watch the Boxmore Show" | Dave Alegre e Haewon Lee                                                          | 12 de maio de 2018     | 22 de novembro de 2018 | 1064-062             | 0.56               |                        |
| Os nossos heróis descobrem que as câmaras de segurança da Boxmore são a coisa mais engraçada de sempre.                                  |                  | |                                                                                   |                        |                        |                      |                    |                        |
| 63 | 11               | "Seu Mundo é uma Ilusão (BR) O Teu Mundo É Uma Ilusão (PT)" "Tour World is an illusion"                          | Danny Ducker e Parker Simmons                                                     | 12 de maio de 2018     | 29 de novembro de 2018 | 1064-063             | 0.71               |                        |
| K.O. tenta ajudar uma heroína e acaba por precisar de ajuda.                                                                             |                  | |                                                                                   |                        |                        |                      |                    |                        |
| 64 | 12               | "Ação Vermelha do Futuro (BR) Red Action do Futuro (PT)" "Red Action to the Future"                              | Mira Ongchua e Geneva Hodgson                                                     | 19 de maio de 2018     | 20 de dezembro de 2018 | 1064-065             | 0.52               |                        |
| Quando Red Action é chamada ao futuro para uma batalha épica, Enid não sabe o que fazer.                                                 |                  | |                                                                                   |                        |                        |                      |                    |                        |
| 65 | 13               | "A Casa do T.K.O. (PT)" "TKO's House"                                                                            | Stevie Borbolla e Ryann Shannon                                                   | 19 de maio de 2018     | 13 de dezembro de 2018 | 1064-064             | 0.43               |                        |
| T.K.O. está a ficar inquieto. |                  | |                                                                                   |                        |                        |                      |                    |                        |
| 66 | 14               | "Entrega Especial(BR/PT)" "Special Delivery"                                                                     | Anna Craig e Danny Ducker                                                         | 2 de julho de 2018     | 16 de novembro de 2019 | 1064-067             | 0.46               |                        |
| Enid e Rad viajam de carro para entregar uma encomenda.                                                                                  |                  | |                                                                                   |                        |                        |                      |                    |                        |
| 67 | 15               | "O Poder da Dendy (BR/PT)" "Dendy's Power"                                                                       | Dave Alegre e Haewon Lee                                                          | 19 de maio de 2018     | 27 de dezembro de 2018 | 1064-066             | 0.61               |                        |
| Dendy e K.O. descobrem uma nova forma de alterar as POW Cards.                                                                           |                  | |                                                                                   |                        |                        |                      |                    |                        |
| 68 | 16               | "Sabedoria, Força e Carisma (PT)" "Wisdom, Strength, and Charisma"                                               | Stevie Borbolla e Ryann Shannon                                                   | 2 de julho de 2018     | 21 de janeiro de 2019  | 1064-068             | 0.47               |                        |
| Quando Enid vai para uma nova escola, K.O. tenta certificar-se de que ela se integra.                                                    |                  | |                                                                                   |                        |                        |                      |                    |                        |
| 69 | 17               | "Rivais Agridoces(BR/PT)" "Bittersweet Rivals"                                                                   | Mira Ongchua e Geneva Hodgson                                                     | 2 de julho de 2018     | 22 de janeiro de 2019  | 1064-069             | 0.56               |                        |
| Enid é obrigada a confrontar problemas de uma amizade passada.                                                                           |                  | |                                                                                   |                        |                        |                      |                    |                        |
| 70 | 18               | "Estás Pronta para o Megafutebol?! (PT)" "Are You Ready for Some Megafootball?!"                                 | Dave Alegre e Haewon Lee                                                          | 2 de julho de 2018     | 23 de janeiro de 2019  | 1064-070             | 0.55               |                        |
| A equipa de megafutebol de Lakewood enfrenta os seus rivais num grande jogo.                                                             |                  | |                                                                                   |                        |                        |                      |                    |                        |
| 71 | 19               | "Festa Misteriosa do Pijama (BR) Festa do Pijama Misteriosa (PT)" "Mystery Sleepover"                            | Anna Craig e Danny Ducker                                                         | 2 de julho de 2018     | 24 de janeiro de 2019  | 1064-071             | 0.60               |                        |
| K.O., Enid e Rad tentam resolver um mistério.                                                                                            |                  | |                                                                                   |                        |                        |                      |                    |                        |
| 72 | 20               | "Exames Finais (BR/PT)" "Final Exams"                                                                            | Stevie Borbolla e Ryann Shannon                                                   | 12 de maio de 2019     | 7 de outubro de 2019   | 1064-072             | TBA                |                        |
| K.O., Rad e Enid juntam-se a um aliado improvável para enfrentar um inimigo improvável.                                                  |                  | |                                                                                   |                        |                        |                      |                    |                        |
| 73 | 21               | "Gênia do Refrigerante (BR) Génio do Sumo (PT)" "Soda Genie"                                                     | Mira Ongchua e Geneva Hodgson                                                     | 19 de maio de 2019     | 7 de outubro de 2019   | 1064-073             | TBA                |                        |
| Quando K.O., Rad e Enid encontram uma garrafa de sumo com um génio, há consequências inesperadas.                                        |                  | |                                                                                   |                        |                        |                      |                    |                        |
| 74 | 22               | "A Jornada de Carol (BR) Missão da Carol (PT)" "CarolQuest"                                                      | Mira Ongchua e Geneva Hodgson                                                     | 12 de maio de 2019     | 14 de outubro de 2019  | 1064-077             | TBA                |                        |
| Carol é obrigada a trazer K.O. enquanto defende a Plaza de uma nova ameaça.                                                              |                  | |                                                                                   |                        |                        |                      |                    |                        |
| 75 | 23               | "O Mestre das Caixas É Hóspede (PT)" "Boxman Crashes"                                                            | Anna Craig e Danny Ducker                                                         | 26 de maio de 2019     | 14 de outubro de 2019  | 1064-079             | TBA                |                        |
| Lord Boxman aparece em casa do Professor Venomous e mete-se nos seus assuntos malvados.                                                  |                  | |                                                                                   |                        |                        |                      |                    |                        |
| 76 | 24               | "Dimensão Embaralhada (BR) Crossover Heróis (PT)" "Crossover Nexus"                                              | Dave Alegre, Anna Craig, Danny Ducker, Haewon Lee e Parker Simmons                | 8 de outubro de 2018   | 7 de dezembro de 2018  | 1064-074             | TBA                |                        |
| Quando K.O. dá por si preso dentro de um lugar misterioso, ele encontra outros heróis do Cartoon Network e junta-se a eles para escapar. |                  | |                                                                                   |                        |                        |                      |                    |                        |
| 77 | 25               | "A Plaza Abandonada (PT)" "Plaza Alone"                                                                          | Dave Alegre e Haewon Lee                                                          | 19 de maio de 2019     | 21 de outubro de 2019  | 1064-078             | TBA                |                        |
| É o aniversário de K.O., e Rad e Enid querem garantir que tudo corre na perfeição.                                                       |                  | |                                                                                   |                        |                        |                      |                    |                        |
| 78 | 26               | "Os Vilões Juntam-se (PT)" "All in the Villainy"                                                                 | Stevie Borbolla e Ryann Shannon                                                   | 26 de maio de 2019     | 21 de outubro de 2019  | 1064-080             | TBA                |                        |
| K.O., Rad e Enid ficam confusos ao descobrir que os vilões estão mais interessados em lutar uns contra os outros do que contra eles.     |                  | |                                                                                   |                        |                        |                      |                    |                        |
| 79 | 27               | "Festa de Monstros (BR/PT)" "Monster Party"                                                                      | Stevie Borbolla e Ryann Shannon                                                   | 21 de outubro de 2018  | 16 de novembro de 2019 | 1064-076             | TBA                |                        |
| Enid tem de escolher quando as suas velhas amigas da Escola dos Monstros aparecem.                                                       |                  | |                                                                                   |                        |                        |                      |                    |                        |
| 80 | 28               | "Missão do Gar (PT)" "GarQuest"                                                                                  | Anna Craig e Danny Ducker                                                         | 16 de junho de 2019    | 16 de novembro de 2019 | 1064-082             | TBA                |                        |
| Gar e K.O. juntam-se para uma missão secreta.                                                                                            |                  | |                                                                                   |                        |                        |                      |                    |                        |
| 81 | 29               | "Super Black Friday (PT)" "Super Black Friday"                                                                   | Geneva Hodgson e Mira Ongchua                                                     | 16 de dezembro de 2018 | 16 de novembro de 2019 | 1064-081             | TBA                |                        |
| Depois de serem obrigados a trabalhar num feriado, K.O., Rad e Enid tomam uma posição.                                                   |                  | |                                                                                   |                        |                        |                      |                    |                        |
| 82 | 30               | "Whacky Jaxxyz (PT)" "Whacky Jaxxyz"                                                                             | Dave Alegre e Haewon Lee                                                          | 2 de junho de 2019     | 16 de novembro de 2019 | 1064-082             | TBA                |                        |
| Quando a nova tendência do Whacky Jaxxyz chega a Lakewood, K.O. despede-se das suas POW Cards.                                           |                  | |                                                                                   |                        |                        |                      |                    |                        |
| 83 | 31               | "Escuteiros Ajudantes (PT)" "Sidekick Scouts"                                                                    | Stevie Borbolla e Ryann Shannon                                                   | 2 de junho de 2019     | 16 de novembro de 2019 | 1064-084             | TBA                |                        |
| K.O. é vítima de consequências inesperadas quando ganha um ajudante.                                                                     |                  | |                                                                                   |                        |                        |                      |                    |                        |
| 84 | 32               | "A Linha do Raymond (PT)" "Project Ray Way"                                                                      | Geneva Hodgson e Mira Ongchua                                                     | 9 de junho de 2019     | 16 de novembro de 2019 | 1064-085             | TBA                |                        |
| Quando Raymond começa a sua própria linha de moda, Rad e Drupe decidem fazer algo ainda melhor.                                          |                  | |                                                                                   |                        |                        |                      |                    |                        |
| 85 | 33               | "Eu Sou o Jethro (PT)" "I Am Jethro"                                                                             | Dave Alegre e Haewon Lee                                                          | 9 de junho de 2019     | 16 de novembro de 2019 | 1064-086             | TBA                |                        |
| Quando um tipo diferente de Jethro sai da linha de montagem, a Plaza tem uma surpresa.                                                   |                  | |                                                                                   |                        |                        |                      |                    |                        |
| 86 | 34               | "Episódio na Praia (PT)" "Beach Episode"                                                                         | Anna Craig e Danny Ducker                                                         | 23 de junho de 2019    | 16 de novembro de 2019 | 1064-087             | TBA                |                        |
| Começa uma aventura na praia quando os nossos heróis são desafiados para a derradeira batalha de praia.                                  |                  | |                                                                                   |                        |                        |                      |                    |                        |
| 87 | 35               | "A Doença Extraterrestre do Rad (PT)" "Rad's Alien Sickness"                                                     | Geneva Hodgson e Mira Ongchua                                                     | 30 de junho de 2019    | 16 de novembro de 2019 | 1064-089             | TBA                |                        |
| Quando os nossos heróis são infetados com um vírus, Rad recusa-se a parar de trabalhar.                                                  |                  | |                                                                                   |                        |                        |                      |                    |                        |
| 88 | 36               | "A Semana da Saúde do K.O. (PT)" "KO's Health Week"                                                              | Stevie Borbolla e Ryann Shannon                                                   | 30 de junho de 2019    | 16 de novembro de 2019 | 1064-088             | TBA                |                        |
| K.O. passa uma semana a dar dicas saudáveis a todos na plaza.                                                                            |                  | |                                                                                   |                        |                        |                      |                    |                        |
| 89 | 37               | "O Gar Treina a Judy dos Murros (PT)" "Gar Trains Punching Judy"                                                 | Dave Alegre e Haewon Lee                                                          | 16 de junho de 2019    | 16 de novembro de 2019 | 1064-090             | TBA                |                        |
| Com um grande combate a caminho, a Punching Judy pede a K.O. e a Gar que a ajudem a preparar-se.                                         |                  | |                                                                                   |                        |                        |                      |                    |                        |
| 90 | 38               | "OK U.A.! (PT)" "OK A.U.!"                                                                                       | Iggy Craig e Danny Ducker                                                         | 23 de junho de 2019    | 16 de novembro de 2019 | 1064-091             | TBA                |                        |
| Um feiticeiro malvado leva os nossos heróis para um universo alternativo estranho.                                                       |                  | |                                                                                   |                        |                        |                      |                    |                        |
| 91–92 | 39–40            | "Dark Plaza" | Stevie Borbolla e Ryann Shannon (Parte 1) Geneva Hodgson e Mira Ongchua (Parte 2) | 30 de junho de 2019    | 16 de novembro de 2019 | 1064-092HH 1064-075R | TBA                |                        |
| K.O. e os heróis da Plaza lutam a salvar Lakewood Plaza Turbo com tudo em risco.                                                         |                  | |                                                                                   |                        |                        |                      |                    |                        |

### 3ª Temporada (2019)
| Episódio (série) | Episódio (temp.) | Título                                                                      | Escrito e Storyboard por:                                                         | Exibição Original     | Exibição Brasil        | Exibição Portugal | Código de Produção | Audiência (em milhões) |
| --- | ---------------- | --------------------------------------------------------------------------- | --------------------------------------------------------------------------------- | --------------------- | ---------------------- | ----------------- | ------------------ | ---------------------- |
| 93 | 1                | "Nós Somos Heróis (BR)" "We Are Heroes"                                     | Dave Alegre and Haewon Lee                                                        | 7 de julho de 2019    | 17 de novembro de 2019 | 1072-093          | TBA                |                        |
| KO enfrenta dificuldades em seu novo papel como um membro da equipe de heróis.                                       |                  |                                                                             |                                                                                   |                       |                        |                   |                    |                        |
| 94 | 2                | "Kaio, Radi e Enídia! (BR)" "K.O., Rad and Enid!"                           | Iggy Craig and Danny Ducker                                                       | 7 de julho de 2019    | 17 de novembro de 2019 | 1072-94           | 0.27               |                        |
| Diante de sua falta de estratégia, a equipe formada por KO, Radi e Enídia pensa em uma nova identidade para o grupo. |                  |                                                                             |                                                                                   |                       |                        |                   |                    |                        |
| 95 | 3                | "Conhecendo o Sonic (BR)" "Let's Meet Sonic"                                | Stevie Borbolla and Ryann Shannon                                                 | 4 de agosto de 2019   | 17 de novembro de 2019 | 1072-095          | 0.36               |                        |
| Sonic, o famoso ouriço, colabora com KO e, juntos, resolvem um problema.                                             |                  |                                                                             |                                                                                   |                       |                        |                   |                    |                        |
| 96 | 4                | "Regras do T-Kaio (BR)" "T.K.O. Rules!"                                     | Geneva Hodgson and Mira Ongchua                                                   | 14 de julho de 2019   | 17 de novembro de 2019 | 1072-96           | 0.33               |                        |
| KO e o Turbo Kaio decidem trocar de lugar por um dia.                                                                |                  |                                                                             |                                                                                   |                       |                        |                   |                    |                        |
| 97 | 5                | "Kaio Contra Fink (BR)" "K.O. vs. Fink"                                     | Dave Alegre and Haewon Lee                                                        | 21 de julho de 2019   | 17 de novembro de 2019 | 1072-097          | 0.32               |                        |
| KO fica inseguro quando Fink o acusa de ser filhinho da mamãe.                                                       |                  |                                                                             |                                                                                   |                       |                        |                   |                    |                        |
| 98 | 6                | "O Dano do Chip (BR)" "Chip's Damage"                                       | Iggy Craig and Danny Ducker                                                       | 14 de julho de 2019   | 17 de novembro de 2019 | 1072-098          | ASA                |                        |
| Elodie convoca KO para decidir o que fazer com Chip Dano.                                                            |                  |                                                                             |                                                                                   |                       |                        |                   |                    |                        |
| 99 | 7                | "A Armadilha de Kaio (BR)" "The K.O. Trap"                                  | Stevie Borbolla and Ryann Shannon                                                 | 21 de julho de 2019   | 17 de novembro de 2019 | 1072-099          | ASA                |                        |
| KO, Radi e Enídia são pegos em uma armadilha desonesta.                                                              |                  |                                                                             |                                                                                   |                       |                        |                   |                    |                        |
| 100 | 8                | "O que Aconteceu com a Rippy Roo?(BR)" "Whatever Happened to... Rippy Roo?" | Iggy Craig, Danny Ducker, and Mira Ongchua                                        | 28 de julho de 2019   | 17 de novembro de 2019 | 1072-100          | 0.37               |                        |
| Rippy Roo visita a praça.                                                                                            |                  |                                                                             |                                                                                   |                       |                        |                   |                    |                        |
| 101 | 9                | "Planeta X (BR)" "Planet X"                                                 | Dave Alegre and Haewon Lee                                                        | 28 de julho de 2019   | 17 de novembro de 2019 | 1072-101          | 0.38               |                        |
| Radi volta para seu planeta natal e descobre algo chocante sobre a sociedade alienígena.                             |                  |                                                                             |                                                                                   |                       |                        |                   |                    |                        |
| 102 | 10               | "Viagem ao Espaço Sideral (BR)" "Deep Space Vacation"                       | Dave Alegre e Haewon Lee                                                          | 4 de agosto de 2019   | 17 de novembro de 2019 | 1072-102          | 0.34               |                        |
| Gar deixa KO e Enidia viajarem para o espaço e elas vivem uma incrível aventura.                                     |                  |                                                                             |                                                                                   |                       |                        |                   |                    |                        |
| 103 | 11               | "A Grande Revelação (BR)" "Big Reveal"                                      | Stevie Borbolla and Ryann Shannon                                                 | 11 de agosto de 2019  | 17 de novembro de 2019 | 1072-103          | 0.40               |                        |
| K.O. descobre quem é seu verdadeiro pai.                                                                             |                  |                                                                             |                                                                                   |                       |                        |                   |                    |                        |
| 104 | 12               | "Resgate Radical (BR)" "Radical Rescue"                                     | Mira Ongchua and Kat Ruzics                                                       | 11 de agosto de 2019  | 17 de novembro de 2019 | 1072-104          | 0.52               |                        |
| Radi reconsidera sua identidade quando KO assume suas características.                                               |                  |                                                                             |                                                                                   |                       |                        |                   |                    |                        |
| 105 | 13               | "Você é um Bom Amigo, Kaio (PT)" "You're a Good Friend, K.O.""              | Dave Alegre and Haewon Lee                                                        | 18 de agosto de 2019  | 17 de novembro de 2019 | 1072-105          | 0.29               |                        |
| KO leva Dendy em uma missão heróica na tentativa de animá-la.                                                        |                  |                                                                             |                                                                                   |                       |                        |                   |                    |                        |
| 106 | 14               | "Vamos Ser Sombrios(BR)" "Let's Get Shadowy"                                | Iggy Craig and Danny Ducker                                                       | 18 de agosto de 2019  | 17 de novembro de 2019 | 1072-106          | 0.31               |                        |
| KO faz uma aliança com um aliado improvável para enfrentar um velho inimigo.                                         |                  |                                                                             |                                                                                   |                       |                        |                   |                    |                        |
| 107 | 15               | "Dia do Ressentimento (BR)" "Red Action 3: Grudgement Day"                  | Eleisiya Arocha, Stevie Borbolla, and Ryann Shannon                               | 25 de agosto de 2019  | 17 de novembro de 2019 | 1072-107          | 0.27               |                        |
| KO e Enídia tentam impedir uma batalha pelo poder entre Radi e Ação Vermelha.                                        |                  |                                                                             |                                                                                   |                       |                        |                   |                    |                        |
| 108 | 16               | "Carl (BR)" "Carl"                                                          | Mira Ongchua and Kat Ruzics                                                       | 25 de agosto de 2019  | 17 de novembro de 2019 | 1064-068          | 0.30               |                        |
| Um fim de semana agradável dá errado quando um monstro ataca.                                                        |                  |                                                                             |                                                                                   |                       |                        |                   |                    |                        |
| 109 | 17               | "Canal de Vídeos da Dendy(BR)" "Dendy's Video Channel"                      | Dave Alegre and Haewon Lee                                                        | 6 de setembro de 2019 | 17 de novembro de 2019 | 1072-109          | 0.49               |                        |
| Dendy tenta atualizar o canal de KO para ele, mas não encontra nada para publicar.                                   |                  |                                                                             |                                                                                   |                       |                        |                   |                    |                        |
| 110–111 | 18–19            | "Lutando Até o Fim (BR)" "Let's Fight to the End"                           | Iggy Craig and Danny Ducker (Parte 1)/Stevie Borbolla and Ryann Shannon (Parte 2) | 6 de setembro de 2019 | 17 de novembro de 2019 | 1072-110 1072-111 | 0.48               |                        |
| Um torneio de luta é anunciado no Plaza e há mais coisas em jogo do que parece.                                      |                  |                                                                             |                                                                                   |                       |                        |                   |                    |                        |
| 112 | 20               | "Obrigado por Assistir ao Programa(BR)" "Thank You for Watching the Show"   | Mira Ongchua and Kat Ruzics                                                       | 6 de setembro de 2019 | 17 de novembro de 2019 | 1072-112          | 0.45               |                        |
| KO percebe que momentos de sua vida estão se perdendo e começa a suspeitar que algo estranho está acontecendo.       |                  |                                                                             |                                                                                   |                       |                        |                   |                    |                        |